# The Album (Sanne Salomonsen-album)
|  | For albummet af samme navn med ABBA, se The Album (ABBA-album) |
The Album er det fjortende studiealbum af den danske sangerinde Sanne Salomonsen. Det blev udgivet den 28. februar 2005 på Copenhagen Records, som Salomonsen skrev kontrakt med for at genvinde det norske og svenske marked. Albummet er hovedsageligt skrevet af svenske musikere, og produceret af Óli Poulsen og Nikolaj Steen. The Album debuterede på førstepladsen af album-hitlisten, med 4500 solgte eksemplarer i den første uge. I juli 2005 modtog albummet platin for 40.000 solgte eksemplarer. The Album var det femtende bedst sælgende i 2005 i Danmark. I Sverige og Danmark solgte albummet samlet 60.000 eksemplarer.
Sanne Salomonsen deltog i marts 2005 i det svenske Melodi Grand Prix, Melodifestivalen med sangen "Higher Ground" som endte på en syvendeplads. I april udkom The Album på Universal Music i Sverige med "Higher Ground" som eneste nye nummer. Ifølge Salomonsen var formålet ikke at vinde konkurrencen: "For at være helt ærligt så var jeg ikke interesseret i at vinde [...] Men jeg kan bruge den enorme exposure, jeg har fået i Sverige, når min plade skal ud dér i april."

## Spor
| #   | Titel                            | Sangskriver(e)                                                | Producer(e)   | Længde |
| --- | -------------------------------- | ------------------------------------------------------------- | ------------- | ------ |
| 1.  | "For Life"                       | Ruby Amanfu, Jens Bjurman, Per Kalenius                       | Óli Poulsen   | 3:43   |
| 2.  | "New Beginning"                  | Negin, Thomas Who                                             | Nikolaj Steen | 4:02   |
| 3.  | "You've Never Been Loved Before" | Anders Bagge, Arnthor Birgisson, Simon Climie, Patrick Tucker | Poulsen       | 4:18   |
| 4.  | "On a Night Like This"           | Peer Åström, Hillary Lindsey, Troy Verges                     | Poulsen       | 4:08   |
| 5.  | "Work It Out"                    | Amanfu, Wayne Hector, Steve Robson                            | Poulsen       | 3:54   |
| 6.  | "Love You Like I Do"             | Mathias Johansson, Henrik Korpi, Lucie Silvas, Sarah Whatmore | Steen         | 3:33   |
| 7.  | "Fools"                          | Bagge, Birgisson, Henrik Janson, Karen Poole                  | Steen         | 3:22   |
| 8.  | "Time for Us"                    | Danielle Brisebois, Johansson, Korpi                          | Steen         | 3:31   |
| 9.  | "Precious You"                   | Aske Jacoby                                                   | Steen         | 4:07   |
| 10. | "Sugah"                          | Amanfu, Tommy Sims                                            | Steen         | 3:55   |
| 11. | "Mystery to Me"                  | Jade Ell, Mats Hedström                                       | Poulsen       | 4:00   |
| 12. | "Everybody's Eyes on You"        | Emil Gotthard, Jeanette Olsson, Steen                         | Poulsen       | 3:27   |
| 13. | "Morning"                        | Amanfu, Helgi M. Hübner                                       | Steen         | 4:11   |

| 1.  | "Higher Ground"                  | Moh Denebi, Henrik Janson, Jeanette Olsson                    | Denebi, Janson | 3:01 |
| 2.  | "New Beginning"                  | Negin, Thomas Who                                             | Nikolaj Steen  | 4:02 |
| 3.  | "For Life"                       | Ruby Amanfu, Jens Bjurman, Per Kalenius                       | Óli Poulsen    | 3:43 |
| 4.  | "On a Night Like This"           | Peer Åström, Hillary Lindsay, Troy Verges                     | Poulsen        | 4:08 |
| 5.  | "You've Never Been Loved Before" | Anders Bagge, Arnthor Birgisson, Simon Climie, Patrick Tucker | Poulsen        | 4:18 |
| 6.  | "Work It Out"                    | Amanfu, Wayne Hector, Steve Robson                            | Poulsen        | 3:54 |
| 7.  | "Love You Like I Do"             | Mathias Johansson, Henrik Korpi, Lucie Silvas, Sarah Whatmore | Steen          | 3:33 |
| 8.  | "Mystery to Me"                  | Jade Ell, Mats Hedström                                       | Poulsen        | 4:00 |
| 9.  | "Fools"                          | Bagge, Birgisson, Janson, Karen Poole                         | Steen          | 3:22 |
| 10. | "Precious You"                   | Aske Jacoby                                                   | Steen          | 4:07 |
| 11. | "Sugah"                          | Amanfu, Tommy Sims                                            | Steen          | 3:55 |
| 12. | "Time for Us"                    | Danielle Brisebois, Johansson, Korpi                          | Steen          | 3:31 |
| 13. | "Everybody's Eyes on You"        | Emil Gotthard, Olsson, Steen                                  | Poulsen        | 3:27 |
| 14. | "Morning"                        | Amanfu, Helgi M. Hübner                                       | Steen          | 4:11 |

## Hitlister og certificeringer
| Hitliste (2005)             | Højeste placering |
| --------------------------- | ----------------- |
| Danmark (Album Top-40)      | 1                 |
| Sverige (Sverigetopplistan) | 27                |

| Hitliste (2005) | Placering |
| --------------- | --------- |
| Danmark         | 15        |

| Land (Organisation) | Certificering |
| ------------------- | ------------- |
| Danmark (IFPI)      | Platin        |